# 倭姫宮
倭姫宮（やまとひめのみや）は、三重県伊勢市楠部町にある神社。内宮（皇大神宮）の別宮である。

## 概要

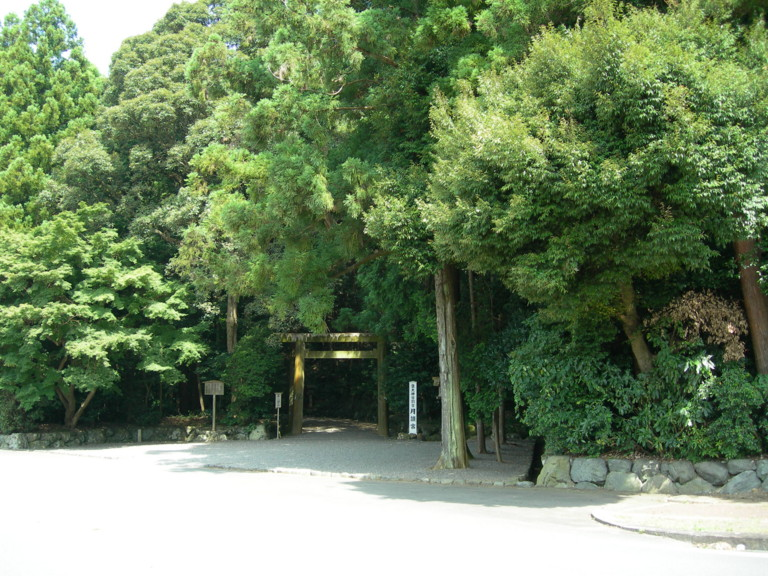
表参道口の鳥居

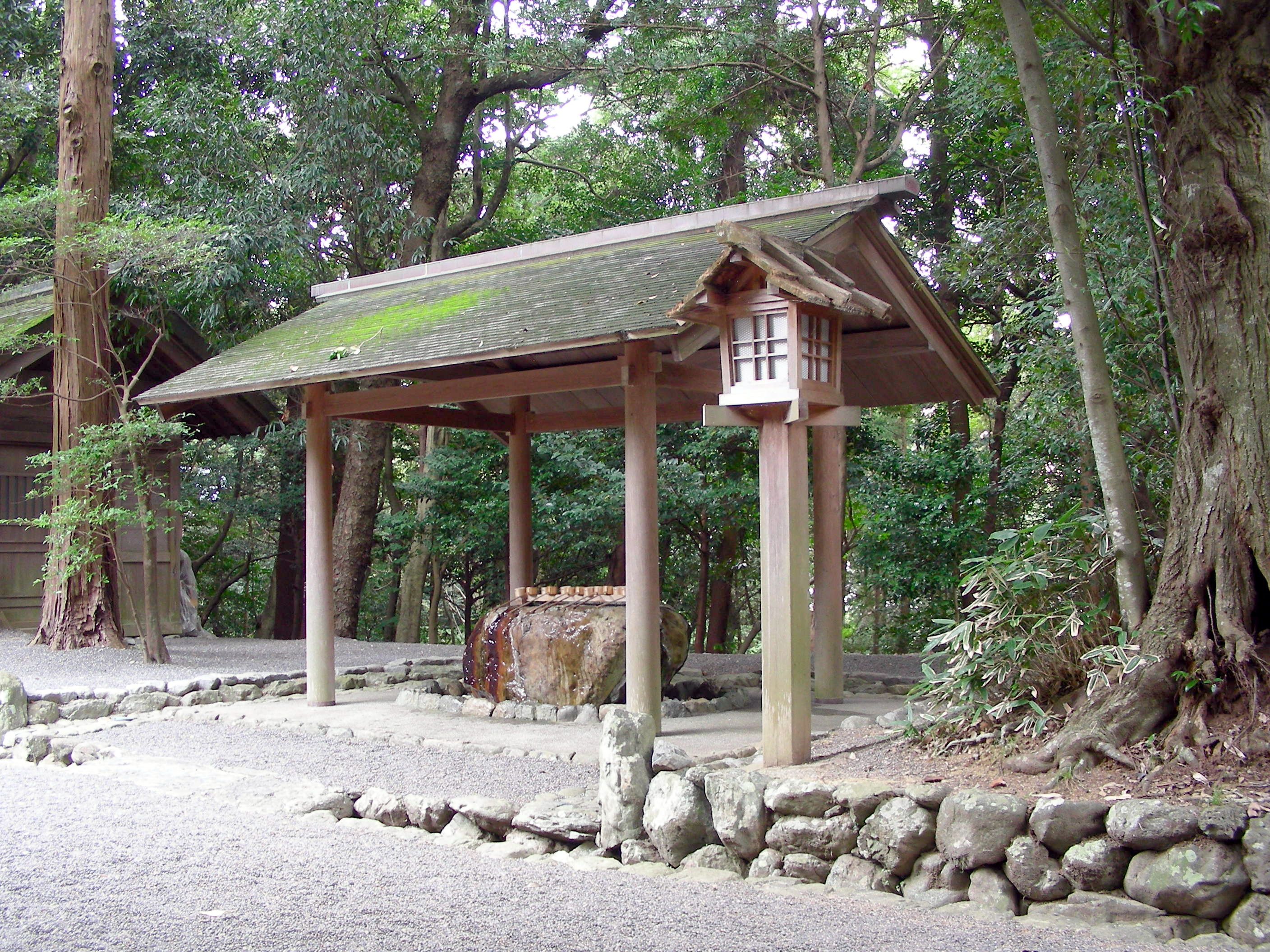
手水舎

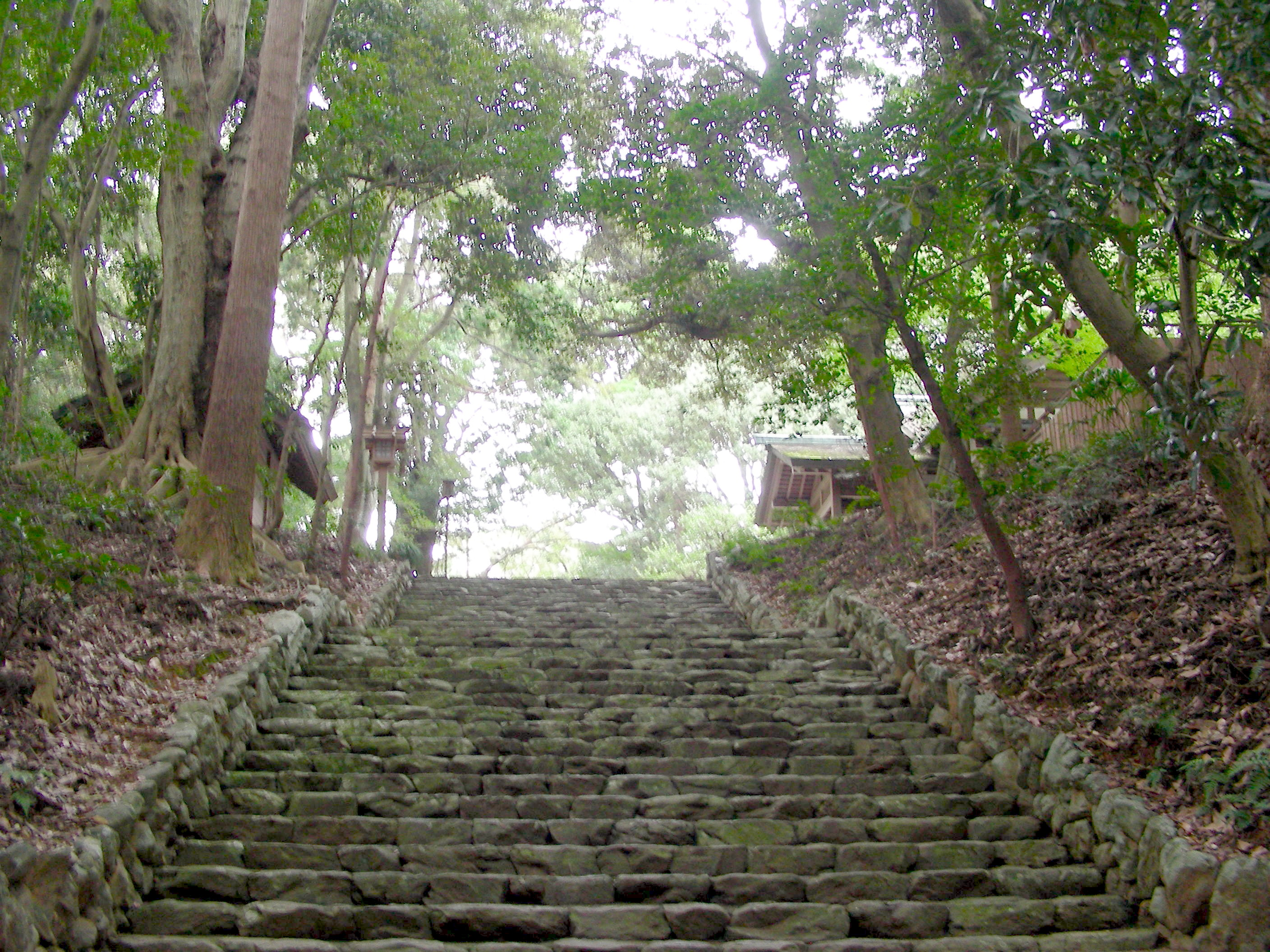
参道の石段

伊勢神宮において、内宮と外宮と合わせ別宮は荒祭宮、多賀宮、月讀宮、土宮、月夜見宮、瀧原宮、伊雑宮、風日祈宮、風宮など14宮あるが、そのうち創建が明確であるのは倭姫宮1宮のみで、1923年（大正12年）11月5日ともっとも新しい。
祭神は、日本神話で第11代垂仁天皇の第四皇女と伝えられる倭姫命である。
ほかの境外別宮と同様に、神職が参拝時間内に常駐する宿衛屋（しゅくえいや）があり、お札・お守りの授与や、神楽や御饌の取次ぎを行なっている。

### 所在地
倉田山に隣接する間の山（あいのやま）に尾上御陵（おべごりょう）と呼ばれる小さな古墳がある。この尾上御陵を倭姫命の陵墓とする伝承にちなみ、御陵のある常明寺門前町は1868年（明治元年）に倭町（やまとまち）と改称した。尾上御陵は円墳とする説と前方後円墳とする説がある。
宇治山田町民を中心に1886年（明治19年）に、民家から発生した火災の神宮への延焼を防止するなどを目的とする財団法人神苑会が結成され、神苑の美観と清浄を確保するなどの活動を行なっていた。神苑会は1891年（明治24年）に外宮前に日本最古の産業博物館である神宮農業館を創設した。神宮農業館は1905年（明治38年）に倉田山に移築された。
明治天皇の行幸で神宮へ参拝するための道路の整備が問題とされ、自動車が通行できる道路が倉田山を経由して作られることになった。この道路は1910年（明治43年）に竣工し、御幸通りと名付けられた。1911年（明治44年）には神苑会による、ヴェルサイユ宮殿を模した前庭を持つ神宮徴古館が完成した。神宮徴古館には貴賓室が設けられ、大正天皇などの休息に使用された。1882年（明治15年）に内宮近くに創立された神宮皇學館（現在の皇學館大学）が1919年（大正8年）に移転するなど、文教地区としての倉田山開発が進んだ。
付近に尾上御陵があることもあり、倭姫宮は倉田山の一角を開削して作られることになった。尾上御陵は倭姫宮創建後の1928年（昭和3年）10月に倭姫命御陵墓参考地に指定され、宮内庁に管理されている。

## 歴史
倭姫命は天照大神を祀る宮を定めるため、数国を経たのち現在地に伊勢神宮を創建し、祭祀や神職の制度を定め、神道の基礎を作ったと伝えられるが、明治以前は倭姫命を祀る神社は作られなかった。
1887年（明治20年）頃より宇治山田町（現在の伊勢市中心部）の住民を中心に、倭姫命を祀る神社を創立すべきという声が高まった。宇治山田町は1906年（明治39年）に市制を施行し宇治山田市となり、市長が先頭にたち倭姫命を祀る神社の創立の許可を1912年（大正元年）に国会に請願し、1919年（大正8年）に帝国議会で創立の予算が可決され、1921年（大正10年）1月4日には内宮別宮としての創立が決定し、1923年（大正12年）11月5日、外宮と内宮の中間に近い倉田山にて鎮座祭が執り行われ創立された。
1945年（昭和20年）の宇治山田空襲では、2月15日に付近で焼夷弾による火災が発生、7月29日に宿衛屋が焼失したが、本殿は無事であった。

## 祭神
- 主祭神 - 倭姫命（やまとひめのみこと）

## 境内
- 本殿 - 内宮に準じ、内削ぎの千木と、偶数の6本の鰹木を持つ神明造で萱葺で、南面する。周囲には門のある瑞垣と玉垣が配される。
- 宿衛屋

## 祭事
皇大神宮に準じた祭事が行なわれ、祈年祭、月次祭、神嘗祭、新嘗祭の諸祭には皇室からの幣帛（へいはく）がある。
- 1月
  - 歳旦祭（さいたんさい）（1月1日） 新年を祝い、皇位の無窮を祈る祭り。
  - 元始祭（げんしさい）（1月3日） 年始にあたり、天津日嗣（あまつひつぎ　皇統）の本始を祝う祭り。
- 2月
  - 建国記念祭（けんこくきねんさい）（2月11日） 神武天皇の建国の創祀を祝う祭り。昭和23年に廃止された紀元節祭（きげんせつさい）を改名し、1967年（昭和42年）に復興した。
  - 祈年祭（きねんさい）（2月20日） 年の初めに穀物の豊穣と国家の安泰を祈る祭り。
- 5月
  - 風日祈祭（かざひのみさい）（5月14日） 外宮内宮のほか、別宮末社摂社などに幣帛を供進し、風雨の災いなく五穀豊穣であるように祈る神事。
- 6月
  - 月次祭（つきなみさい）（6月24-25日） 6月と12月の11日に国家の平安と天皇の福寿を祈った祭り。伊勢神宮では神嘗祭と合わせて三節祭または三時祭と呼ぶ。
- 8月
  - 風日祈祭（かざひのみさい）（8月4日）
- 10月
  - 神嘗祭（かんなめさい）（10月24-25日） 神官がその年に収穫された穀物を「大御饌（おおみけ）」として天照大神に奉献する祭り。
- 11月
  - 新嘗祭（にいなめさい）（11月26日） 天皇がその年に収穫された穀物を神に供えるとともに自らも食し、収穫を感謝する祭り。
- 12月
  - 天長祭（てんちょうさい）（12月23日） 明仁天皇の誕生日を祝う祭り。
  - 月次祭（つきなみさい）（12月24-25日）

## 信者団体
1948年（昭和23年）に伊勢市在住の崇敬者を中心に御杖代講（みつえしろこう）が発足され、のちに倭姫宮御杖代講奉賛会と改称した。倭姫宮御杖代講奉賛会は毎年5月と11月の5日に例大祭を行なうなどの活動をしている。

## 交通
三重県道37号鳥羽松阪線沿いの三重交通徴古館前バス停付近の表参道口がある。
- 最寄駅：近鉄鳥羽線五十鈴川駅から北へ徒歩約10分
  - JR東海参宮線伊勢市駅から約3km
- 最寄バス停：三重交通徴古館前バス停
- 一般国道：三重県道37号鳥羽松阪線（御幸道路）沿い
- 最寄インターチェンジ：伊勢自動車道伊勢インターチェンジから約1km
- 駐車場：隣接する神宮徴古館に駐車場がある。駐車場からは徴古館建物前の裏参道口からの方が便利である。

## 参考資料
- 三重県歴史教育者協議会 編『三重の戦争遺跡 増補改訂版』つむぎ出版、2006年8月15日、314p. ISBN 4-87668-151-1
- 矢野憲一『伊勢神宮―知られざる杜のうち』角川選書402、角川学芸出版、平成18年11月10日、270p. ISBN 4-04-703402-9
- 『伊勢神宮』（桜井勝之進著、学生社発行）
- 『倭姫宮参拝のしおり』（発行：神宮司庁）